# Anyone Who Had a Heart
Anyone Who Had a Heart is een nummer dat het schrijversduo Burt Bacharach (muziek) en Hal David (tekst) in 1963 schreef voor Dionne Warwick. Het verscheen eerst als single en stond later op het gelijknamige album van Warwick.
Met Anyone Who Had a Heart behaalde Warwick haar eerste top-10-hit in de Billboard Hot 100. Het nummer werd zesde in de Billboard R&B Chart en tweede in de Billboard Adult Contemporary Chart. In het Verenigd Koninkrijk behaalde het nummer plaats 42 in de hitlijsten.
De tekst gaat over de pijn die een zangeres voelt wanneer ze verliefd blijft op de persoon over wie ze zingt, terwijl ze constant pijn voelt dóór degene op wie ze verliefd is.

## Warwicks origineel
Anyone Who Had a Heart werd aan Warwick in een onvoltooide vorm voorgelegd. Bacharach had de partituur voor de muziek klaar, maar David voltooide enkel één derde deel van de tekst. Daarnaast was David niet tevreden met een bepaalde zin, waar hij geen oplossing voor kon vinden.
Bacharach speelde een stukje van de muziek voor Warwick, waarna ze compleet gecharmeerd van de muziek was. Ze smeekte David de tekst te voltooien. In de dagen daarna voltooide David de tekst op de slaapkamer van Bacharach in zijn appartement in Manhattan. Bacharach en Warwick repeteerden alvast het nummer en hielpen met de tekst.
Anyone Who Had a Heart werd in één keer opgenomen in de Bell Sound Studios te Manhattan in november 1963, een paar dagen na de moord op John F. Kennedy. Later werd het nog eens opgenomen voor een verzamelalbum.

### Hitnotering
| Titel                      | Titel                 | Titel    | Titel | Titel | Titel | Titel | Titel | Titel | Titel |
| Hitlijst                   | Datum van binnenkomst | Week:    | 1     | 2     | 3     | 4     | 5     | 6     |       |
| -------------------------- | --------------------- | -------- | ----- | ----- | ----- | ----- | ----- | ----- | ----- |
| Tijd Voor Teenagers Top 10 | 21-3-1964             | Positie: | 8     | 7     | 5     | 6     | 7     | 8     | uit   |

## Covers
Na het uitbrengen van het origineel door Warwick volgden talloze covers:
- Cilla Black (werd een nummer-één-hit in het Verenigd Koninkrijk)
- Marlene Dietrich
- Dusty Springfield
- Petula Clark (als Ceux Qui Ont Un Coeur, Alles ist nun vorbei, Tú no tienes corazón en Quelli che hanno un cuore)
- Shirley Bassey
- The Four Seasons
- Luther Vandross (solo, maar ook in duetten met o.a. Elton John en Linda Ronstadt)
- Bic Runga
- Olivia Newton-John
- Sandie Shaw
- Atomic Kitten
- Smith & Mighty

## NPO Radio 2 Top 2000
| Nummers met noteringen in de NPO Radio 2 Top 2000 | '99  | '00  | '01  | '02  | '03  | '04  | '05  |
| ------------------------------------------------- | ---- | ---- | ---- | ---- | ---- | ---- | ---- |
| Anyone Who Had a Heart (Dionne Warwick)           | 1386 | 1586 | -    | -    | -    | 1745 | -    |
| Anyone Who Had a Heart (Cilla Black)              | -    | -    | 1880 | 1948 | 1797 | 1812 | 1722 |

1. ↑  Een '-' betekent dat het nummer niet was genoteerd en een vetgedrukt getal geeft de hoogste notering van een nummer aan.
2. ↑  Deze tabel is bijgewerkt tot en met de laatste editie (2024).